# Elena Bogdan
Elena Bogdan (Craiova, 28 marzo 1992) è una tennista rumena.
Non è parente della collega connazionale e coetanea Ana Bogdan.

## Carriera
Nel 2008 all'Australian Open 2008 - Doppio ragazze è arrivata in finale con Misaki Doi ma sono state sconfitte da Ksenija Lykina e Anastasija Pavljučenkova con il punteggio di 0-6,4-6.
Nello stesso anno la Bogdan è arrivata ai quarti di finale all'US Open 2008 - Singolare ragazze venendo sconfitta da Gabriela Paz-Franco, mentre non ha superato il primo turno al doppio, giocando in coppia con Elena Chernyakova.
L'anno seguente ha vinto l'Open di Francia 2009 - Doppio ragazze con Noppawan Lertcheewakarn, battendo in finale per 3–6, 6–3, 10–8 Tímea Babos e Heather Watson.
All'Australian Open 2009 - Singolare ragazze ha perso contro Laura Robson ai quarti di finale.
Il 13 luglio 2014 ha vinto il primo titolo WTA in carriera al BRD Bucarest Open di Bucarest insieme alla connazionale Alexandra Cadanțu battendo in finale la coppia composta dalla turca Çağla Büyükakçay e dall'italiana Karin Knapp con il punteggio di 6-4, 3-6, [10-5].

## Statistiche WTA

### Doppio

#### Vittorie (1)
| Grande Slam (0)       |
| Ori Olimpici (0)      |
| WTA Finals (0)        |
| Premier Mandatory (0) |
| Premier 5 (0)         |
| Premier (0)           |
| International (1)     |

| N. | Data           | Torneo                      | Superficie  | Partner           | Avversarie in finale         | Punteggio        |
| 1. | 13 luglio 2014 | BRD Bucarest Open, Bucarest | Terra rossa | Alexandra Cadanțu | Çağla Büyükakçay Karin Knapp | 6-4, 3-6, [10-5] |

## Statistiche ITF

### Singolare

#### Vittorie (4)
| Torneo 100 000 $ (0) |
| Torneo 75 000 $ (0)  |
| Torneo 50 000 $ (1)  |
| Torneo 25 000 $ (0)  |
| Torneo 15 000 $ (0)  |
| Torneo 10 000 $ (3)  |

| N. | Data            | Torneo                                                | Superficie  | Avversario in finale   | Risultato |
| 1. | 14 giugno 2009  | GDF SUEZ Trofeul Ilie Nastase, Bucarest               | Terra rossa | Simona Matei           | 6-4, 6-3  |
| 2. | 26 luglio 2009  | Cupa TCB, Bucarest                                    | Terra rossa | Dia Evtimova           | 6-3, 6-1  |
| 3. | 10 ottobre 2010 | Torneo Internacional Femenino Villa de Madrid, Madrid | Terra rossa | Leticia Costas-Moreira | 6-4, 6-2  |
| 4. | 16 giugno 2014  | Distrigaz Sud, Galați                                 | Terra rossa | Oana Georgeta Simion   | 6-3, 6-1  |

## Grand Slam Junior

### Singolare

#### Sconfitte (1)
| Tornei del Grande Slam  |
| ----------------------- |
| Australian Open (0)     |
| Open di Francia (1)     |
| Torneo di Wimbledon (0) |
| US Open (0)             |

| N. | Data          | Torneo                  | Superficie  | Avversaria in finale | Punteggio        |
| 1. | 7 giugno 2008 | Open di Francia, Parigi | Terra rossa | Simona Halep         | 4-6, 7-6(3), 3-6 |

### Doppio

#### Vittorie (1)
| Tornei del Grande Slam  |
| ----------------------- |
| Australian Open (0)     |
| Open di Francia (1)     |
| Torneo di Wimbledon (0) |
| US Open (0)             |

| N. | Data          | Torneo                  | Superficie  | Compagna                | Avversarie in finale       | Punteggio        |
| 1. | 6 giugno 2009 | Open di Francia, Parigi | Terra rossa | Noppawan Lertcheewakarn | Tímea Babos Heather Watson | 3-6, 6-3, [10-8] |

#### Sconfitte (2)
| Tornei del Grande Slam  |
| ----------------------- |
| Australian Open (1)     |
| Open di Francia (0)     |
| Torneo di Wimbledon (0) |
| US Open (1)             |

| N. | Data              | Torneo                     | Superficie | Compagna                | Avversarie in finale                    | Punteggio        |
| 1. | 26 gennaio 2008   | Australian Open, Melbourne | Cemento    | Misaki Doi              | Ksenija Lykina Anastasija Pavljučenkova | 0-6, 4-6         |
| 2. | 12 settembre 2009 | US Open, New York          | Cemento    | Noppawan Lertcheewakarn | Valerija Solov'ëva Maryna Zanevs'ka     | 6-1, 3-6, [7-10] |